# 49-я улица (линия Бродвея, Би-эм-ти)
|   |     |     |     |     |   |
| · | · л | · э | · э | · л | · |

|   |     |     |     |     |   |
| · | · л | · э | · э | · л | · |

«49-я улица» (англ. 49th Street) — станция Нью-Йоркского метрополитена, расположенная на линии Бродвея, Би-эм-ти. Станция находится в Манхэттене, в округе Мидтаун, на пересечении Седьмой авеню с 49-й улицей. На станции останавливаются маршруты: N (круглосуточно), Q (ночью), R (круглосуточно, кроме ночи) и W (в будни днём и вечером до 23:00). Станцию проходит без остановки маршрут Q (круглосуточно, кроме ночи).
Станция представлена двумя боковыми платформами, расположенными на четырёхпутном участке линии. В основном поезда используют локальные пути, останавливаясь на станции. В 1973 году станция была реставрирована: восстановлена оригинальная мозаика на стенах, открыт новый выход (к 47-й улице).
Станция имеет четыре турникетных зала на уровне платформ — по два на каждой платформе. Бесплатного перехода между платформами нет. Основной выход — северный, приводящий к перекрёстку Седьмой авеню с 49-й улицей. Второй выход открыт не всё время, и приводит к перекрёстку Седьмой авеню с 47-й улицей. На восточной платформе (поезда на Куинс) имеется лифт, за лифтом есть служебный проход на располагающуюся в одном квартале к востоку станцию 47-я — 50-я улицы — Рокфеллер-центр линии Шестой авеню. Рядом со станцией располагается Рокфеллер-центр.

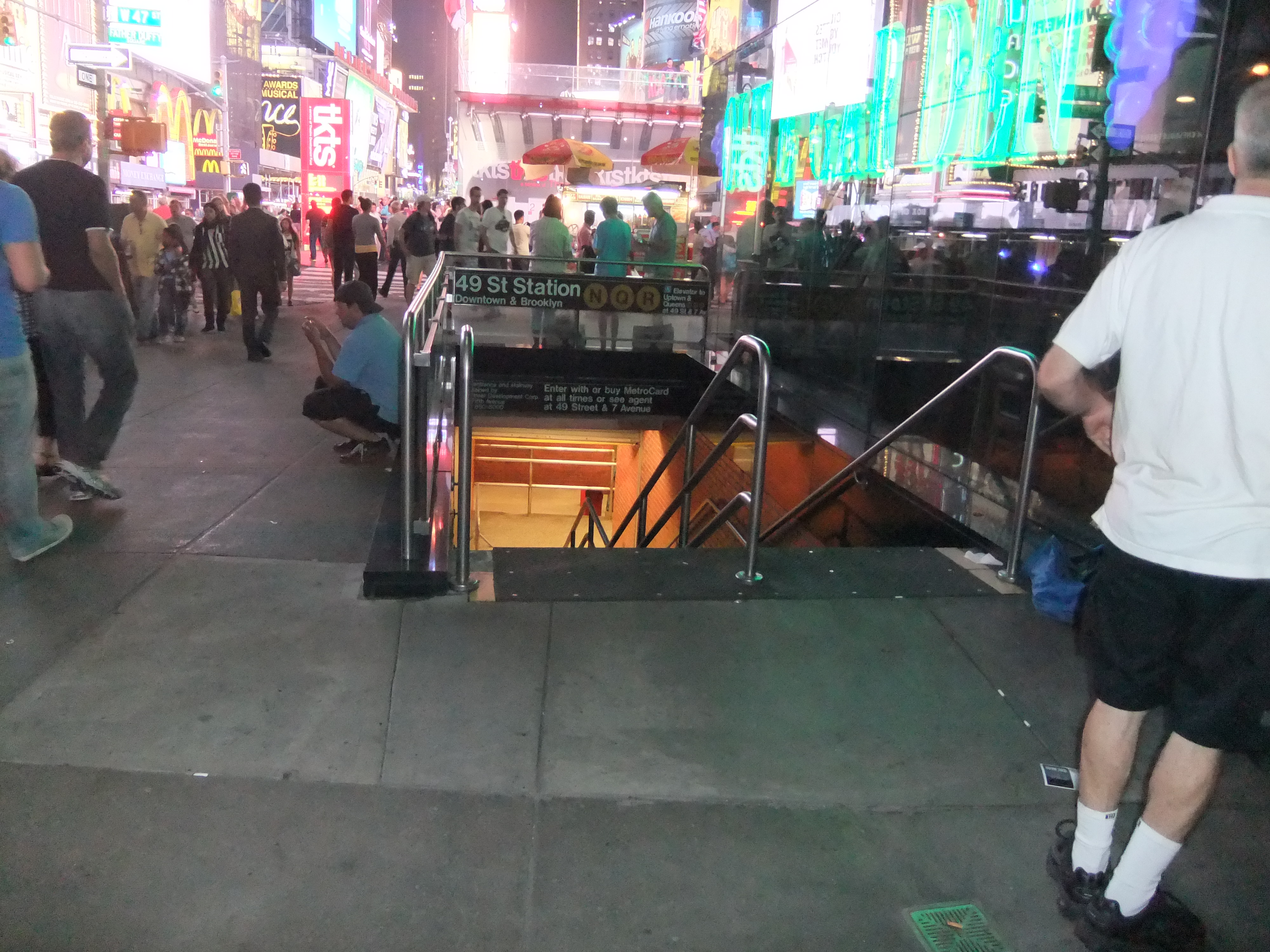
Вход на западную платформу (поезда на Нижний Манхэттен) c 49-й улицы
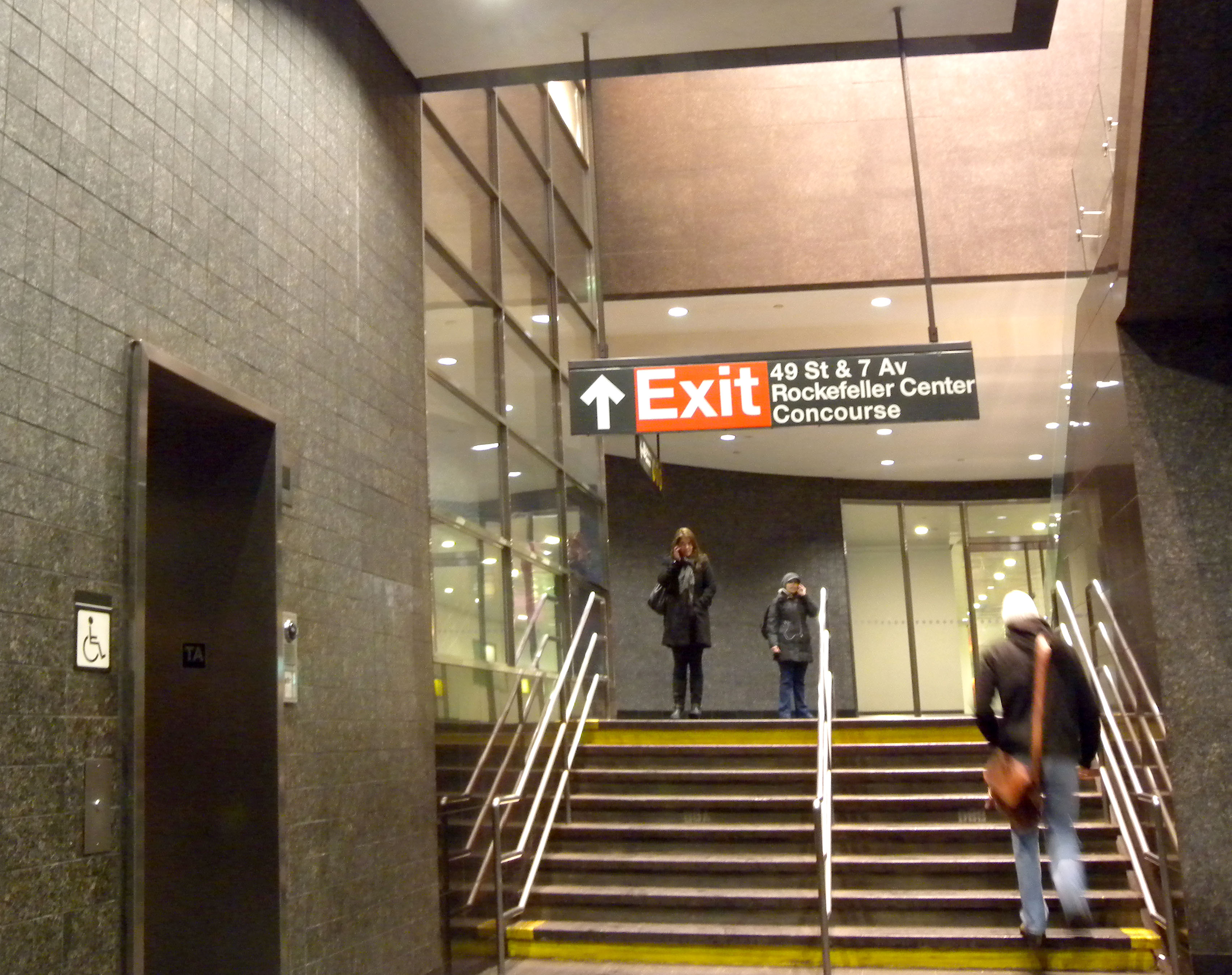
Выход к Рокфеллер-центру